# Francisco Galdós
Francisco Galdós Gauna (født 6. maj 1947 i Lasarte) er en tidligere spansk professionel landevejscykelrytter. Han sluttede på andenpladsen i Giro d'Italia 1975 og Vuelta a España 1979, og som nummer tre i Giro d'Italia 1972.

## Eksterne links
- Francisco Galdós' profil på CycleBase (engelsk)
- Francisco Galdós' profil på Cykelsiderne
- Francisco Galdós' profil på ProCyclingStats (engelsk)
- Francisco Galdós' profil på FirstCycling

| Cykling | Spire Denne biografi om en spansk cykelrytter er en spire som bør udbygges. Du er velkommen til at hjælpe Wikipedia ved at udvide den. |